# 布賴特峰
47°23′51″N 13°16′42″E / 47.397572°N 13.278362°E
布賴特峰（德語：Breitspitz），是奧地利的山峰，位於該國中部，由薩爾茨堡州負責管轄，屬於薩爾斯堡板岩阿爾卑斯山脈的一部分，距離霍赫格林德克山1.7公里，海拔高度1,804米，每年平均降雨量2,176毫米。